# 圆叶剑叶莎
圆叶剑叶莎（学名：Machaerina rubiginosa）是莎草科剑叶莎属的植物。分布在琉球群岛、日本以及中国大陆等地，目前尚未由人工引种栽培。